# Étréaupont
Étréaupont – miejscowość i gmina we Francji, w regionie Hauts-de-France, w departamencie Aisne.
Według danych na styczeń 2014 roku gminę zamieszkiwały 933 osoby, a gęstość zaludnienia wynosiła 53 osoby/km².